# 费尔法克斯 (南卡罗来纳州)
费尔法克斯（英文：Fairfax），是美国南卡罗来纳州下属的一座城市。城市类型是“Town”。其面积大约为2.1平方英里（5.43平方公里）。根据2010年美国人口普查，该市有人口2,025人，人口密度约为每平方 英里965.2人（约合每平方公里372.68人）。